# Niklas Wiemann

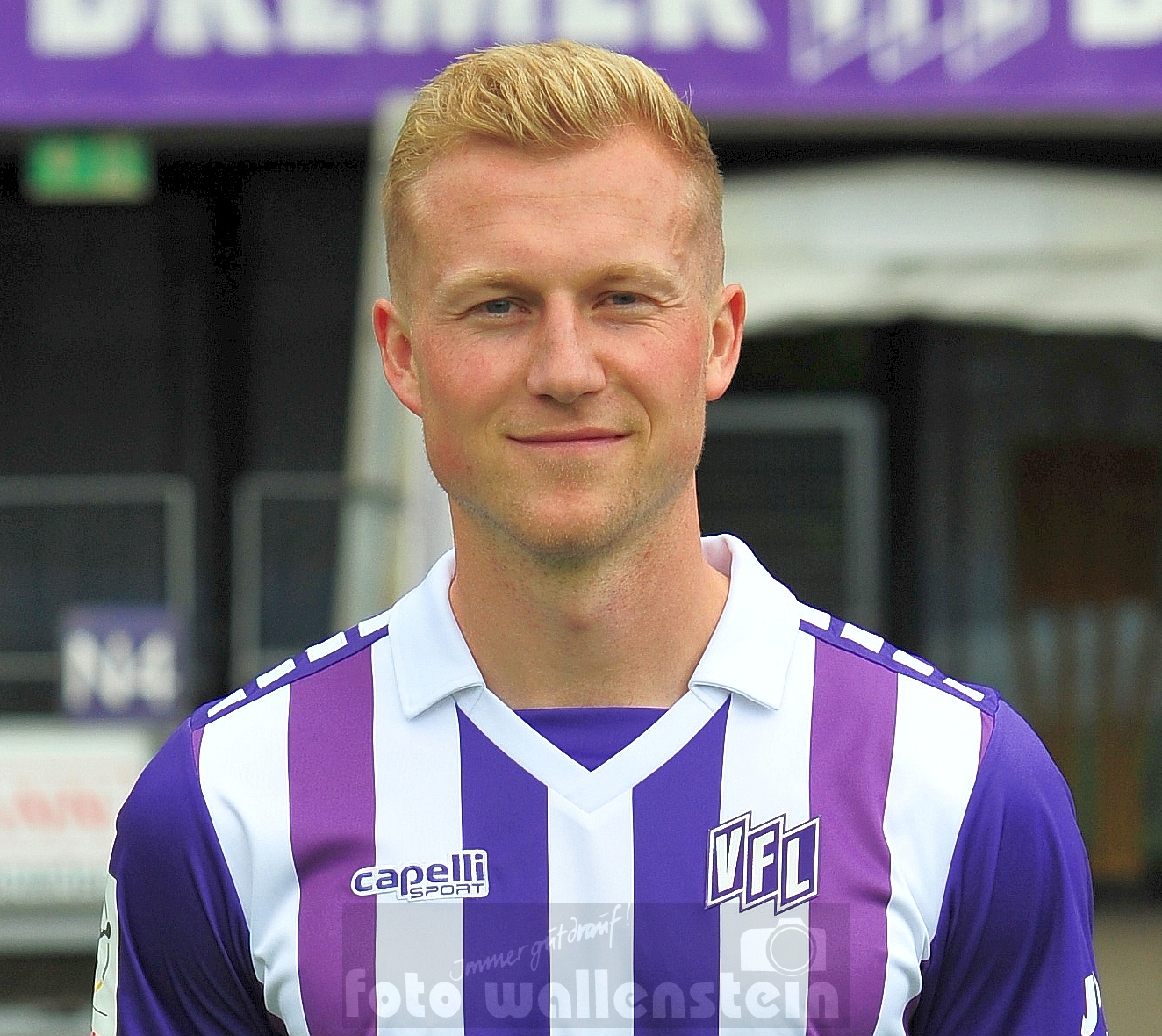
Niklas Wiemann im Heimtrikot des VfL Osnabrück Saison 2025/26

Niklas Wiemann (* 23. Februar 1999 in Detmold) ist ein deutscher Fußballspieler.

## Karriere
Nach seinen Anfängen in der Jugend des SuS Pivitsheide und von Arminia Bielefeld wechselte er im Sommer 2015 in die Jugendabteilung des FC Schalke 04. Für seinen Verein bestritt er insgesamt 49 Spiele in der B-Junioren-Bundesliga, 42 Spiele in der A-Junioren-Bundesliga und sechs Spiele in der Saison 2018/19 in der UEFA Youth League, bei denen ihm insgesamt 12 Tore gelangen. Im Sommer 2018 wurde er in den Kader der zweiten Mannschaft in der Oberliga Westfalen aufgenommen und schaffte es im Frühjahr 2019 auch zu einer Berücksichtigung im Spieltagskader der ersten Mannschaft in der Bundesliga, ohne jedoch zum Einsatz zu kommen. Nach einer Spielzeit wechselte er in die Regionalliga Nord zur zweiten Mannschaft von Werder Bremen. Nach vier Ligaeinsätzen wechselte er im Sommer 2020 ligaintern zur zweiten Mannschaft des Hamburger SV. Für seinen Verein kam er nur zu zwei Einsätzen und wechselte daraufhin bereits im Sommer 2021 in die Regionalliga West zum SV Rödinghausen.
Nach eineinhalb Spielzeiten und 38 Spielen mit sechs Toren für seinen Verein wechselte er Ende Januar 2023 in die 3. Liga zum VfL Osnabrück. Dort kam er auch zu seinem ersten Einsatz im Profibereich, als er am 4. Februar 2023, dem 21. Spieltag, beim 3:1-Heimsieg gegen den FC Erzgebirge Aue in der 83. Spielminute für Lukas Kunze eingewechselt wurde. Bis zum Saisonende kam er insgesamt in elf Drittliga-Spielen zum Einsatz und erreichte mit der Mannschaft den Aufstieg in die 2. Bundesliga.

## Erfolge
- Aufstieg in die 2. Bundesliga: 2023 (mit VfL Osnabrück)
- Westfalenpokal-Sieger: 2022 (mit SV Rödinghausen)
- Meister der A-Junioren-Bundesliga West: 2018 (mit FC Schalke 04)